# إلوب متقارب
إلوب متقارب (الاسم العلمي: Elops affinis) (بالإنجليزية: Machete)‏ هو نوع من الأسماك يتبع جنس الإلوب من فصيلة الإلوبات.